# Krakout
Krakout è un videogioco appartenente al filone di Breakout, pubblicato nel 1987 per Amstrad CPC, BBC Micro, Commodore 64, MSX e ZX Spectrum.
Nel 1992 apparve anche una conversione non ufficiale freeware per Commodore 16.
Sono stati pubblicati commercialmente due remake per Windows, Krakout Unlimited (2002) e Krakout Unlimited 2 (2004), dotati di modalità multigiocatore.

## Modalità di gioco
Si tratta di un tipico clone di Breakout, in particolare con molte somiglianze con Arkanoid. Diverse delle recensioni che ottenne furono poco entusiaste o negative proprio per la scarsa originalità, nonostante la buona realizzazione.
L'orientamento dei livelli in questo caso è orizzontale, con la racchetta che si muove verticalmente lungo il lato sinistro oppure destro dello schermo. I power-up appaiono al posto di alcuni dei blocchi distrutti e non cadono verso la racchetta, ma vanno colpiti con la pallina prima che scompaiano per ottenerli. Come in Arkanoid ci sono creature che vagano per lo schermo, ma oltre al classico effetto di esplodere e deviare la pallina, ne possono avere di più notevoli, come immobilizzare la racchetta o, nel caso dell'"Orco", ingoiare la pallina.
All'inizio di ogni livello sono possibili diverse personalizzazioni, tra cui scegliere il lato dello schermo su cui giocare, la velocità della racchetta e della pallina, il tipo di movimento della racchetta (inerziale o a due velocità).